# Elio Balletti
Elio Balletti (... – 1995) è stato uno scenografo italiano.

## Biografia
Durante la sua carriera Elio Balletti ha collaborato con diversi registi italiani . 
Debutta nel 1942 nel film Martin Eden  con il regista Sidney Salkow, negli anni 1950 collabora con Sergio Corbucci e negli anni 1960, fra gli altri, con Filippo Walter Ratti.

## Filmografia

### Scenografo

#### Cinema
- Martin Eden (The Adventures of Martin Eden), regia di Sidney Salkow (1942)
- Lacrime di sposa, regia di Sante Chimirri (1955)
- Suprema confessione, regia di Sergio Corbucci (1956)
- I ragazzi dei Parioli, regia di Sergio Corbucci (1959)
- I mafiosi, regia di Roberto Mauri (1959)
- Banditi a Orgosolo, regia di Vittorio De Seta (1961)
- Maurizio, Peppino e le indossatrici, regia di Filippo Walter Ratti (1961)
- Dieci italiani per un tedesco (Via Rasella), regia di Filippo Walter Ratti (1962)
- Silenzio: si uccide, regia di Guido Zurli (1967)
- Rose rosse per il führer, regia di Fernando Di Leo (1968)
- Sigpress contro Scotland Yard, regia di Guido Zurli (1968)
- Nel giorno del Signore, regia di Bruno Corbucci (1970)
- Erika, regia di Filippo Walter Ratti (1971)
- La notte dei dannati, regia di Filippo Walter Ratti (1971)
- Le mille e una notte all'italiana, regia di Antonio Racioppi e Carlo Infascelli (1973)
- Una sera c'incontrammo, regia di  Piero Schivazappa (1975)
- La peccatrice, regia di Pier Ludovico Pavoni (1975)
- Macchie solari, regia di Armando Crispino (1975)
- L'ultima volta, regia di Aldo Lado (1976)

#### Televisione
- La neve nel bicchiere - miniserie TV (1984)
- La coscienza di Zeno - miniserie TV (1988)